# Shahrdari Tabriz
Maillots
Le Shahrdari Tabriz Cultural and Athletic Club (en persan : باشگاه فرهنگی ورزشی شهرداری تبريز), plus couramment abrégé en Shahrdari Tabriz, est un club iranien de football fondé en 1979 et basé dans la ville de Tabriz.

## Histoire
Le club évolue en première division pendant deux saisons, en 2010-2011 puis 2011-2012. Il se classe 12e en 2010-2011 puis 16e en 2011-2012.

## Palmarès
| Compétitions nationales                             |
| --------------------------------------------------- |
| - Championnat d'Iran D2 (1) : - Champion : 2009-10. |

## Personnalités du club

### Présidents du club
- Mir Masoum Sohrabi

### Entraîneurs du club
| - Adrian Szabo (1995 - 1996) - Bijan Zolfagharnasab (1997 - 1998) - Mohammad Hossein Ziaei (septembre 2008 - juillet 2009) - Akbar Misaghian (juillet 2009 - octobre 2010) - Hamid Derakhshan (octobre 2010 - juin 2011) - Miodrag Ješić (juin 2011 - décembre 2011) - Ali Asghar Modir Roosta (décembre 2011 - mai 2012) - Bijan Azizi (mai 2012) | - Faraz Kamalvand (mai 2012 - avril 2013) - Mehdi Pashazadeh (août 2013 - janvier 2015) - Khodadad Azizi (janvier 2015 - juillet 2015) - Gholamreza Baghabadi (juillet 2015 - mai 2016) - Ali Saleh-Panahi (juin 2016 - octobre 2017) - Sirous Dinmohammadi (octobre 2017 - ?) - Akbar Misaghian - Heidar Ja'fari |

### Joueurs emblématiques
- Hamidreza Estili